# Чирсков, Борис Фёдорович
Бори́с Фёдорович Чирско́в (23 июля [5 августа] 1904, Сандата, Ростовская область — 22 июня 1966, Ленинград) — советский киносценарист и драматург. Лауреат четырёх Сталинских премий (1945, 1946, 1946, 1952).

## Биография
Родился 10 (23) августа 1904 года в селе Сандата (ныне Сальский район, Ростовской области) в семье священника. С юношества писал стихи. После окончания гимназии, в 1921 году поступил в Донской университет на педагогический факультет. Через год перевёлся на факультет общественных наук Ленинградского университета, на литературно-лингвистическое отделение, окончил его в 1925 году. Продолжил обучение на музейных курсах при Ленинградском политпросвете, по окончании, с 1926 года, работал научным сотрудником в различных музеях Ленинграда. Состоял учёным хранителем Александровского музея-дворца, экскурсоводом Политпросветбазы. 
Литературную деятельность начал в 1931 году, написав сценарий «Предатель», благодаря которому и был приглашён на «Ленфильм» штатным сценаристом. Был одним из первых, кто стал использовать внутренний монолог героев.
Под впечатлением от Марселя Пруста написал роман «Китайская деревня» (1931) о жизни интеллигенции 1920-х годов, в котором усмотрели злобную насмешку над коллективизацией — это и стало причиной начавшегося преследования драматурга (дело № 72—31). В январе 1933 года был арестован ГПУ по обвинению в принадлежности к «эсеровско-народнической» организации, в апреле постановлением тройки ПП ОГПУ в ЛВО осуждён к высылке в Западно-Сибирский край на три года. Отбывал срок на поселении в Колпашево.
В годы Великой Отечественной войны вместе с эвакуированным коллективом «Ленфильма» работал на Центральной
объединенной киностудии. 
В 1956 году был реабилитирован по делу участия в «эсеровско-народнической» организации. Работал заместителем художественного руководителя Академического театра имени А. С. Пушкина.
Член Союза писателей СССР, был членом ревизионной комиссии Союза, а также членом редколлегии журнала «Звезда».
Скончался 22 июня 1966 года. Похоронен на Богословском кладбище Санкт-Петербурга.

### Семья
- жена — Александра Александровна Чирскова (1907—1980)[10]
- сын — Фёдор Борисович Чирсков (1941—1995), писатель[11]
- сын — Никита Борисович Чирсков (? —2000), редактор «Ленфильма»[3].

## Фильмография
- 1931 — Зыбун (совм. с А. Михайловским)
- 1932 — Ошибка героя
- 1934 — Наследный принц Республики (совм. с Р. Музыкантом)
- 1939 — Станица Дальняя
- 1940 — Возвращение (совм. с Р. Музыкантом)
- 1941 — Валерий Чкалов (совм. с Г. Байдуковым и Д. Тарасовым)
- 1941 — Отец и сын (совм. с Б. Бородянским и Н. Сотниковым)
- 1944 — Зоя (совм. с Л. Арнштамом)
- 1944 — Нашествие (совм. с Л. Леоновым)
- 1945 — Великий перелом
- 1950 — Кавалер Золотой Звезды
- 1957 — Сёстры
- 1958 — Восемнадцатый год
- 1959 — Хмурое утро
- 1961 — Барьер неизвестности (совм. с Д. Радовским и М. Арлазоровым)
- 1962 — Если позовёт товарищ
- 1966 — Два билета на дневной сеанс (совм. с Е. Худиком)

## Награды и премии
- Сталинская премия первой степени (1945) — за сценарий фильма «Зоя» (1944)
- Сталинская премия второй степени (1946) — за сценарий фильма «Нашествие» (1944)
- Сталинская премия первой степени (1946) — за сценарий фильма «Великий перелом» (1945)
- премия Общества авторов и драматических композиторов на I Международном кинофестивале в Каннах (1946) — за лучший сценарий фильмов «Зоя» (1944) и «Великий перелом» (1945)
- Сталинская премия первой степени (1952) — за сценарий фильма «Кавалер Золотой Звезды» (1950)
- орден Трудового Красного Знамени (21 октября 1964)[9]
- медали

## Комментарии
1. ↑  Кино. Энциклопедический словарь 1987 года указывает другую дату рождения — 23 июля (5 августа) 1904 года.